# Улица Защитников Отечества (Киров)
Улица Защитников Отечества (бывшая Кузнецкая, Спенчинская, Карла Либкнехта) — одна из старейших улиц в Кирове. Начинается от улицы Профсоюзная и, проходя через весь центр города, заканчивается на перекрестке с улицей Азина. 

## История
Дореволюционное названия улицы — Спенчинская — является одним из старейших в Кирове. Оно появилось в то время, когда город еще не имел современной планировки. Согласно Дозорной книге князя Звенигородского 1615 года, Спенцынская улица вела от торговой площади (район современного стадиона «Динамо») в северо-западном направлении к большой слободе под названием Спенцынский стан (современные районы Лепсе и Филейка). В XVII веке улица была уничтожена пожарами, однако затем появилась вновь, и начала разрастаться в северо-западном направлении. При введении новой городской планировки в 1784 г. историческое название «Спенчинская» было решено сохранить, его получила первая улица за Земляным городом (нынешняя улица Карла Маркса). В 1812 году Спенчинскую переименовали во Владимирскую (в честь церкви Владимирской иконы Божьей матери), и историческое название перешло ко второй от Земляного города улице, которая до этого называлась Кузнецкой.
В 1918 году в рамках большевистской кампании по переименованию улице было дано новое название в честь немецкого революционера Карла Либкнехта.
С начала февраля 2011 году в целях обеспечения безопасности дорожного движения некоторые участки проезжей части улицы сделаны односторонними, движение на них разрешено с юга на север.

## Значимые здания и сооружения
На ул. К. Либкнехта находятся два объекта культурного наследия, охраняемые государством: здание администрации Кировской области, построенное в 1949 году, и бывший дом купца В. Б. Хохрякова, созданный по проекту Ф. М. Рослякова в стиле классицизма в 1792 году, в котором в настоящее время располагается областная библиотека им. А.И. Герцена.
Некоторое время на первом этаже двухэтажного деревянного дома на ул. К. Либкнехта, почти напротив фабрики 8 Марта, жил со своей семьёй известный детский писатель и фольклорист Леонид Дьяконов.